# Wolfgang Pfleiderer (Chemiker)
Wolfgang Pfleiderer (* 22. Juli 1927 in Esslingen am Neckar; † 20. Januar 2018) war ein deutscher Chemiker und Hochschullehrer.

## Leben
Wolfgang Pfleiderer, Sohn des Esslinger Diplomkaufmanns Friedrich Pfleiderer und seiner Ehefrau Gerdrud Deeg, besuchte in Esslingen die Grundschule und ab April 1938 die Schelztor-Oberschule. Nachdem der Zweite Weltkrieg ausgebrochen war, wurde er im Juli 1944 zum Reichsarbeitsdienst verpflichtet und nach vierteljähriger Dienstzeit zur Deutschen Wehrmacht versetzt. Kurz vor Kriegsende wurde der 17-jährige schwer verwundet, was zur Amputation des linken Armes und des rechten Daumens führte.
Der Kriegsversehrte besuchte nochmals die Oberschule und legte im Juli 1946 die Reifeprüfung (Abitur) ab. Zum Wintersemester 1946/1947 immatrikulierte er sich an der Technischen Hochschule Stuttgart für den Studiengang Chemie.
Das Studium schloss er sechs Jahre später mit der Promotion über „Untersuchungen in der Purinreihe“ ab. Die Doktorarbeit wurde von Hellmut Bredereck betreut. Mit dem Ziel, sich zu habilitieren, wandte sich Pfleiderer der den Purinen nahestehenden Stoffgruppe der Pteridine zu. Im Jahr 1957 habilitierte er sich an derselben Hochschule mit der Arbeit „Untersuchungen in der Pteridinreihe“ und wurde Dozent am Institut für Organische Chemie und Organisch-Chemische Technologie der TH Stuttgart.
Ein Jahr später ging er für einen einjährigen Forschungsaufenthalt zu Edward C. Taylor an der Princeton University und 1965 für ein halbes Jahr nach Australien zu  Adrien Albert an der John Curtin School of Medical Research der Australian National University in Canberra.
Im Jahre 1967 wurde Wolfgang Pfleiderer an die neu gegründete Universität Konstanz berufen, wo er unter anderem beim Aufbau der Fakultät für Chemie mitwirkte. Zu seinem bisherigen Forschungsgebiet der Heterocyclensynthese mit dem Schwerpunkt Pteridin-Derivate sowie der Isolierung und Strukturaufklärung natürlicher Pteridine kam die Nukleinsäurechemie hinzu. Hierbei erwarb sich Pfleiderer internationale Anerkennung in dem Bereich der Oligonukleotidsynthese, indem er universell einsetzbare Schutzgruppen entwickelte.
Für seine wissenschaftlichen Leistungen erhielt er international zahlreiche Auszeichnungen. So bekam er zum Beispiel vom Trinity College in Dublin 1982 die Ehrendoktorwürde und wurde im Jahr 2017 von der deutschen Nucleinsäurechemie Gemeinschaft für sein Lebenswerk gewürdigt.

## Veröffentlichungen und Patente
Wolfgang Pfleiderer hat aus seiner Forschungstätigkeit über 700 wissenschaftliche Publikationen, Bücher und Patente hervorgebracht.
Eines seiner Werke war das Buch „Organische Chemie – gestern, heute, morgen“, welches 1968 im Konstanz Universitätsverlag erschien.